# Citiranost
Citiranost je mjera navođenja svojih i tuđih radova radi dopunjavanja razumijevanja osnovnog rada. Koristi se kao mjera za vrednovanje znanstvenog rada. Najpoznatija takva mjera je tzv. faktor utjecaja odnosno čimbenik utjecaja. Citiranost nije najprihvaćenija mjera za vrednovanje znanstvenog rada jer ju nije moguće precizno iskazati.